# Federico d'Asburgo-Teschen
Federico Maria Alberto Guglielmo Carlo, Arciduca e Principe Imperiale d'Austria, Principe Reale d'Ungheria e Boemia, Duca di Teschen (in tedesco Erzherzog Friedrich Maria Albrecht Wilhelm Karl von Österreich-Toskana, Herzog von Teschen; Brno, 4 giugno 1856 – Mosonmagyaróvár, 30 dicembre 1936), è stato un membro della casa d'Asburgo e supremo comandante della armate austro-ungariche nel corso della prima guerra mondiale.

## Biografia

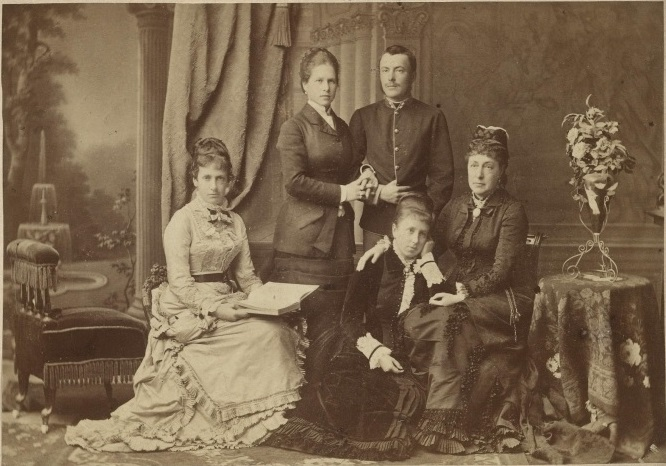
Federico e la sua famiglia: la moglie Isabella, la madre Elisabetta Francesca e la sorelle Maria Teresa e Maria Cristina.

### I Primi anni
Federico nacque al castello di Gross-Seelowitz (oggi Židlochovice, presso Brno in Moravia), figlio dell'arciduca Carlo Ferdinando d'Asburgo-Teschen, e di sua moglie, l'arciduchessa Elisabetta Francesca d'Asburgo-Lorena.
La sua residenza viennese, l'Albrechtspalais, accoglieva anche la stupenda collezione d'arte che aveva acquistato.

## Carriera

### Imprenditore
Alla morte dello zio di Federico, l'arciduca Alberto d'Asburgo-Teschen nel 1895, egli ereditò il Ducato di Teschen che spettava alla sua famiglia. Federico divenne proprietario di grandi appezzamenti terrieri presso Mosonmagyaróvár in Ungheria, Belleje, Saybusch (oggi Żywiec in Polonia), Seelowitz (oggi Židlochovice) e Frýdek nell'attuale Repubblica Ceca, e Pressburg (oggi Bratislava in Slovacchia).
Nel 1905 Federico si trasferì con la sua famiglia da Pressburg a Vienna e visse nell'Albrechtspalais, che ampliò generosamente. L'arciduca possedeva anche Friedrichshof, che l'arciduca possedeva dal 1890, che la convertì in una tenuta agricola modello. Altre residenze dell'arciduca Federico e della sua famiglia furono le due residenze estive, il castello di Weilburg a Baden e il castello di Halbturn nell'odierno Burgenland.
Federico era anche conosciuto come un imprenditore di successo. Oltre alle miniere di carbone, all'estrazione di minerali e alla fusione del ferro, le sue società includevano anche l'Erzherzog Friedrichsche Zentral-Molkerei con sedi a Teschen e Wien-Landstrasse. Qui veniva lavorato il latte delle oltre 3 400 mucche. Con più di 60 filiali a Vienna e dintorni, l'Erzherzog Friedrichsche Molkerei aveva una posizione quasi monopolistica. Nel 1905, con 25 000 litri di latte al giorno, la latteria era al terzo posto a Vienna dopo la Wiener Molkerei e NÖM, nella Bassa Austria. Secondo una leggenda, l'origine del nome del burro del tè come Teschener Erzherzogliche Butter può essere fatta risalire a Federico e alla sua proprietà a Teschen. Questo famosissimo burro Teschen veniva confezionato in barattoli ed esportato nel Reich tedesco, motivo per cui veniva anche chiamato "Butterfritze" in Slesia. I viennesi, d'altra parte, lo chiamavano ironicamente "Arciduca Milipanscher".
Anche i birrifici di Saybusch (Żywiec) e Teschen (Cieszyn, che esistono ancora oggi), appartenevano all'impero economico di Federico. Possedendo una fabbrica di zucchero a Chybie, Federico era un membro del cosiddetto cartello dello zucchero insieme ai principi boemi e al fondo della famiglia imperiale e reale.
Tuttavia, si dice che l'imperatore Francesco Giuseppe fosse molto critico nei confronti dell'imprenditorialità a volte diligente del cugino: secondo l'imperatore, la dignità di un arciduca era incompatibile con gli interessi finanziari di un imprenditore. A causa dell'eredità che gli spettava, dei suoi vasti possedimenti e delle sue compagnie, Federico alla fine possedeva una fortuna maggiore dello stesso imperatore e quindi non ricevette alcun appannaggio.

### Prima guerra mondiale
Nel 1874 Federico iniziò la sua carriera militare come ufficiale dei Kaiserjäger. Comandò poi il 18º Reggimento fanteria, la 27ª Brigata e la 14ª Divisione fanteria sempre dell'esercito comune. Era un appassionato mecenate del Museo dell'esercito imperiale e reale (ora Museo di storia militare) a Vienna. Dopo il suicidio del principe ereditario Rodolfo nel 1889, Federico assunse la presidenza e il protettorato del comitato costituito nel 1885, responsabile della formazione e dell'organizzazione del museo. Sotto il suo patrocinio, il museo fu inaugurato dall'imperatore Francesco Giuseppe il 25 maggio 1891 e dedicato al suo scopo.
Dal 1889 al 1905 assunse il comando del 5º Corpo d'armata austro-ungarico. L'arciduca Federico fu successivamente nominato ispettore generale delle truppe dal Kaiser e dal 1907 fu capo del kk Landwehr. Federico doveva dimettersi dal suo comando nel 1914 a causa della sua disarmonia con Francesco Ferdinando. Dopo che l'erede al trono fu assassinato a Sarajevo, l'imperatore lo nominò comandante supremo in caso di guerra il 5 luglio 1914. Era nominalmente a capo dell'esercito e della marina imperiale e reale, ma le operazioni erano in realtà gestite dal capo di stato maggiore, Franz Conrad von Hötzendorf. Entrambi si erano conosciuti nel 1871 come tenenti dell'11º battaglione della polizia militare.
L'imperatore nominò Federico Feldmaresciallo l'8 dicembre 1914. Tuttavia, come l'imperatore aveva concordato con Federico, l'effettiva direzione delle operazioni spettava al capo di stato maggiore generale, il generale Hötzendorf. Gli alleati tedeschi consideravano Federico un prestanome perché non sempre era pienamente informato dal suo capo di stato maggiore.
All'inizio della guerra, sotto il patrocinio dell'Alto comando dell'esercito (AOK), fu istituito l'Ufficio di monitoraggio della guerra (KÜA), che era responsabile del monitoraggio dello stato di emergenza e aveva lo scopo di proteggere le forze armate contro attacchi interni e dagli nemici esterni.
Dopo la sua ascesa al trono, lo stesso imperatore Carlo I assunse il comando supremo dell'esercito e nominò suo vice l'arciduca Federico, il che equivaleva a una retrocessione. Il 2 dicembre 1916 il nuovo sovrano proclamò in breve tempo che avrebbe assunto il comando diretto di tutte le forze terrestri e marittime della monarchia "nell'esercizio dei suoi diritti sovrani". Le voci secondo cui l'arciduca Federico si risentiva per il licenziamento dell'imperatore erano vere solo in parte. Lui stesso desiderava da tempo ritirarsi a vita privata e avrebbe discusso la questione del trasferimento del comando con Carlo durante le ultime settimane del governo di Francesco Giuseppe. Tuttavia, si dice che l'ordine dell'imperatore abbia avuto un "effetto devastante" su Federico, sebbene non avesse nascosto il fatto che non era il comandante dell'esercito con il cuore e l'anima. Il rapporto tra Carlo e Federico era teso - presumibilmente per motivi familiari - e si dice che il giovane imperatore abbia semplicemente definito l'arciduca un "idiota". L'alto comando dell'esercito fu trasferito a Baden, vicino a Vienna, all'inizio del 1917, da Weilburg, che apparteneva all'arciduca Federico.
L'11 febbraio 1917 il Kaiser sollevò Federico dalla sua attuale posizione di vice comandante dell'esercito. Federico allora visse a Pressburg e Halbturn. Grazie alle sue numerose compagnie era diventato, volente o nolente, uno dei principali fornitori dell'esercito austro-ungarico e guadagnava molto bene sia dalla fornitura di armamenti che dalla popolazione dell'entroterra, ma non abusava di questa posizione.

### Dopoguerra
Il 13 novembre 1918, un giorno dopo la proclamazione della repubblica austro-tedesca, la polizia viennese riferì dell'atmosfera nella capitale: l'arciduca Federico in particolare fu pesantemente accusato di essere incompetente come comandante dell'esercito, a causa della sua presunta avarizia e per gli immensi profitti di guerra, che si dice gli fossero maturati attraverso il latifondo e gli impianti industriali in suo possesso.
Gli articoli 173-176 del Trattato di Saint-Germain del 1919 stabilivano che l'Austria doveva consegnare alle potenze vittoriose le persone che avevano violato le leggi e gli usi della guerra. Queste persone dovevano essere portate davanti ai tribunali militari. L'arciduca Federico era sulla lista dei criminali di guerra inviati in Austria dalla Cecoslovacchia, dallo Stato di serbi, croati e sloveni e dall'Italia. In nessun caso la richiesta di estradizione è stata accolta.
Al termine della prima guerra mondiale e la consequenziale sconfitta dell'Austria, tutti e terreni e le proprietà di Federico vennero confiscati assieme ai suoi fratelli, incluso il palazzo viennese e la sua collezione d'arte. Tuttavia poteva tenere e portare con sé arredi che erano di sua proprietà personale. Poiché evitò di professarsi "fedele cittadino della repubblica" secondo la legge asburgica, dovette lasciare l'Austria. I domini di Federico furono espropriati da questi stati. In totale, Federico perse possedimenti pari a quattro quinti dei suoi possedimenti, riuscì solo a mantenere alcune proprietà in Ungheria.
Dopo aver trascorso ben tre anni in Svizzera e nella città bavarese di Bad Reichenhall, Federico si trasferì nel 1921 nel suo dominio a Ungarisch-Altenburg, non lontano da Pressburg, sulla sponda meridionale del Danubio. In questa piccola città, da cui gestiva i suoi restanti possedimenti, Federico deteneva il patrocinio della chiesa parrocchiale cattolica romana ed era considerato il primo cittadino della città.
Nel 1922 dovette pagare la somma di 530 milioni di corone in tasse di successione in Austria, che erosero il valore di quasi tutti i suoi beni ereditati nel paese. Nel 1926 fece causa senza successo al governo polacco per la restituzione dei suoi possedimenti nella Slesia polacca di circa quarantamila ettari. Nel corso del tempo, tuttavia, l'arciduca Federico incontrò difficoltà finanziarie tanto che dovette vendette la maggior parte delle sue vaste collezioni d'arte.

## Morte

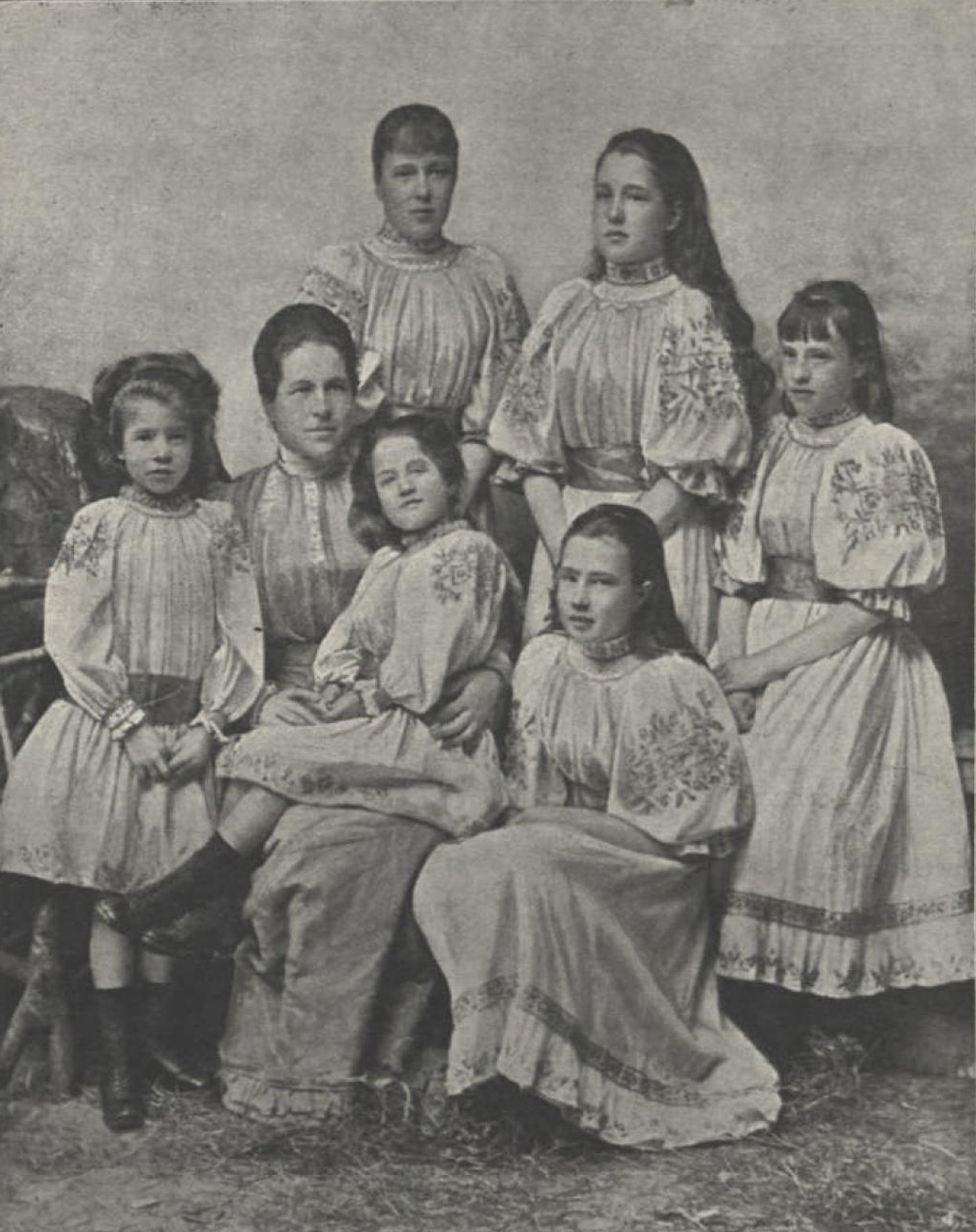
Le figlie dell'Arciduca Federico D'Asburgo-Teschen e la moglie Isabella von Croy.

Federico morì il 30 dicembre 1936 nella città di Mosonmagyaróvár e fu sepolto nella cripta della chiesa parrocchiale “St. Gotthard” accanto alla moglie. Il suo funerale fu il più grande evento per il paese dopo l'incoronazione dell'imperatore Carlo I del 1916. Alla cerimonia intervennero moltissime teste coronate europee e della famiglia Asburgo, oltre a numerosissimi militari dell'ex esercito austro-ungarico.

## Matrimonio
Sposò, l'8 ottobre 1878 al castello dell'Hermitage, la principessa Isabella von Croy (27 febbraio 1856–5 settembre 1931), figlia di Rodolfo, XI duca di Croÿ e della principessa Natalie di Ligne. Ebbero nove figli:
- Maria Cristina (17 novembre 1879-6 agosto 1962), sposò il principe Emanuele di Salm-Salm;
- Maria Anna (6 gennaio 1882-25 febbraio 1940), sposò Elia, Duca di Parma;
- Maria Enrichetta (10 gennaio 1883 - 2 settembre 1956), sposò il Principe Gottfried von Hohenlohe-Schillingsfürst;
- Natalia Maria (12 gennaio 1884-23 marzo 1898);
- Stefania Maria Isabella (1 maggio 1886-25 agosto 1890);
- Gabriella Maria Teresa (14 settembre 1887-15 novembre 1954);
- Isabella (17 novembre 1888-6 dicembre 1973), sposò il principe Giorgio di Baviera;
- Maria Alice (15 gennaio 1893-1 luglio 1962), sposò il barone Friedrich Waldbott von Bassenheim;
- Alberto Francesco  (24 luglio 1897-23 luglio 1955).

## Personalità
L'arciduca Federico era considerato una persona timida, ingenua e di buon carattere. Viene descritto come una persona di statura media e grassoccia, che aveva anche un'andatura ondeggiante, sviluppò nel tempo una certa fermezza e calma, che gli giovarono nel suo ruolo di comandante in capo dell'esercito. Tuttavia provava soggezione per i colloqui con l'imperatore tedesco e con il Comando Supremo.
Si dice che l'arciduca Federico abbia avuto difficoltà a pronunciare discorsi pubblici e che era influenzato della sua ambiziosa e prepotente moglie Isabella, che tuttavia amava moltissimo.
L'attrice di corte Rosa Albach-Retty (nonna di Romy Schneider) ricordava Federico nelle sue memorie come una persona molto gioviale e accomodante che a volte - insieme a parenti e conoscenti - ordiva scherzi allegri e infantili. Si dice che l'arciduca abbia pianto la sera prima della sua definitiva partenza dall'Austria ormai repubblicana.
Il suo soprannome all'interno della famiglia era "Fritzel".

## Ascendenza
|                                                |                              |                                             | Genitori                                |  |  | Nonni |  |  | Bisnonni                     |  |  | Trisnonni             |  |
|                                                |                              |                                             |                                         |  |  |       |  |  | Leopoldo II d'Asburgo-Lorena |  |  | Francesco I di Lorena |  |
|                                                |                              |                                             |                                         |  |  |       |  |  | Leopoldo II d'Asburgo-Lorena |  |  | Francesco I di Lorena |  |
|                                                |                              | Maria Teresa d'Austria                      |                                         |  |  |       |  |  | Leopoldo II d'Asburgo-Lorena |  |  |                       |  |
| Carlo d'Asburgo-Teschen (1771-1847)            |                              |                                             |                                         |  |  |       |  |  | Leopoldo II d'Asburgo-Lorena |  |  |                       |  |
|                                                |                              | Maria Luisa di Borbone-Spagna (1745-1792)   | Carlo III di Spagna                     |  |  |       |  |  |                              |  |  |                       |  |
|                                                |                              | Maria Luisa di Borbone-Spagna (1745-1792)   | Carlo III di Spagna                     |  |  |       |  |  |                              |  |  |                       |  |
|                                                |                              | Maria Luisa di Borbone-Spagna (1745-1792)   | Maria Amalia di Sassonia                |  |  |       |  |  |                              |  |  |                       |  |
| Carlo Ferdinando d'Asburgo-Teschen (1818-1874) |                              | Maria Luisa di Borbone-Spagna (1745-1792)   |                                         |  |  |       |  |  |                              |  |  |                       |  |
|                                                |                              | Federico Guglielmo di Nassau-Weilburg       | Carlo Cristiano di Nassau-Weilburg      |  |  |       |  |  |                              |  |  |                       |  |
|                                                |                              | Federico Guglielmo di Nassau-Weilburg       | Carlo Cristiano di Nassau-Weilburg      |  |  |       |  |  |                              |  |  |                       |  |
|                                                |                              | Federico Guglielmo di Nassau-Weilburg       | Carolina d'Orange-Nassau                |  |  |       |  |  |                              |  |  |                       |  |
| Enrichetta di Nassau-Weilburg (1797-1829)      |                              | Federico Guglielmo di Nassau-Weilburg       |                                         |  |  |       |  |  |                              |  |  |                       |  |
|                                                |                              | Luisa Isabella di Kirchberg                 | Guglielmo Giorgio di Kirchberg          |  |  |       |  |  |                              |  |  |                       |  |
|                                                |                              | Luisa Isabella di Kirchberg                 | Guglielmo Giorgio di Kirchberg          |  |  |       |  |  |                              |  |  |                       |  |
|                                                |                              | Luisa Isabella di Kirchberg                 | Isabella Augusta di Reuss-Greiz         |  |  |       |  |  |                              |  |  |                       |  |
| Federico d'Asburgo-Teschen (1856-1936)         |                              | Luisa Isabella di Kirchberg                 |                                         |  |  |       |  |  |                              |  |  |                       |  |
|                                                | Leopoldo II d'Asburgo-Lorena | Francesco I di Lorena                       |                                         |  |  |       |  |  |                              |  |  |                       |  |
|                                                | Leopoldo II d'Asburgo-Lorena | Francesco I di Lorena                       |                                         |  |  |       |  |  |                              |  |  |                       |  |
|                                                | Leopoldo II d'Asburgo-Lorena | Maria Teresa d'Austria                      |                                         |  |  |       |  |  |                              |  |  |                       |  |
| Giuseppe Antonio Giovanni d'Asburgo-Lorena     | Leopoldo II d'Asburgo-Lorena |                                             |                                         |  |  |       |  |  |                              |  |  |                       |  |
|                                                |                              | Maria Luisa di Borbone-Spagna (1745-1792)   | Carlo III di Spagna                     |  |  |       |  |  |                              |  |  |                       |  |
|                                                |                              | Maria Luisa di Borbone-Spagna (1745-1792)   | Carlo III di Spagna                     |  |  |       |  |  |                              |  |  |                       |  |
|                                                |                              | Maria Luisa di Borbone-Spagna (1745-1792)   | Maria Amalia di Sassonia                |  |  |       |  |  |                              |  |  |                       |  |
| Elisabetta Francesca d'Asburgo-Lorena          |                              | Maria Luisa di Borbone-Spagna (1745-1792)   |                                         |  |  |       |  |  |                              |  |  |                       |  |
|                                                |                              | Ludovico Federico Alessandro di Württemberg | Federico II Eugenio di Württemberg      |  |  |       |  |  |                              |  |  |                       |  |
|                                                |                              | Ludovico Federico Alessandro di Württemberg | Federico II Eugenio di Württemberg      |  |  |       |  |  |                              |  |  |                       |  |
|                                                |                              | Ludovico Federico Alessandro di Württemberg | Federica Dorotea di Brandeburgo-Schwedt |  |  |       |  |  |                              |  |  |                       |  |
| Maria Dorotea di Württemberg                   |                              | Ludovico Federico Alessandro di Württemberg |                                         |  |  |       |  |  |                              |  |  |                       |  |
|                                                |                              | Enrichetta di Nassau-Weilburg (1780-1857)   | Carlo Cristiano di Nassau-Weilburg      |  |  |       |  |  |                              |  |  |                       |  |
|                                                |                              | Enrichetta di Nassau-Weilburg (1780-1857)   | Carlo Cristiano di Nassau-Weilburg      |  |  |       |  |  |                              |  |  |                       |  |
|                                                |                              | Enrichetta di Nassau-Weilburg (1780-1857)   | Carolina d'Orange-Nassau                |  |  |       |  |  |                              |  |  |                       |  |
|                                                |                              | Enrichetta di Nassau-Weilburg (1780-1857)   |                                         |  |  |       |  |  |                              |  |  |                       |  |